# Богдан Калчев
Богдан Николов Калчев е български офицер, генерал-майор от Държавна сигурност.

## Биография
Роден е на 10 август 1932 г. в ямболското село Генерал Инзово. От 21 септември 1951 г. е младши следовател в Държавна сигурност. От 31 декември 1953 до 29 декември 1954 г. е следовател, а след това е старши следовател в I отдел на ДС. На 6 май 1959 г. преминава на работа в управление V като следовател. В периода 16 април 1960 – 25 юни 1966 г. е старши следовател, като от 28 февруари 1966 г. отново е в I отдел. През 1965 г. изкарва 5 месечен курс в Школата на КГБ в Москва. От 25 юни 1966 г. до 24 февруари 1969 г. е заместник-началник на отделение, а след това става началник на отделение. От 1969 г. е заместник-началник на отдел, като от 17 ноември 1973 г. е заместник-началник на I отдел. През 1976 г. изкарва нов двумесечен курс в школата на КГБ. От 27 юни 1976 до 1990 г. е първи заместник-началник на Главното следствено управление. След това е заместник-началник на отдел в Националната следствена служба. През 1986 г. е награден с орден „Народна република България“ III степен за участие във Възродителния процес. Калчев е един от следователите по делата за шпиониране на Стефан Бояджиев, Иван Петров и Хенрих Шпетер. Пенсионира се на 1 юли 1990 г.